# Percey-le-Grand
Pour les articles homonymes, voir Percey (homonymie).
Percey-le-Grand est une commune française située dans le département de la Haute-Saône et la région administrative Bourgogne-Franche-Comté.

## Géographie

### Localisation
Ce village franc-comtois forme une longue enclave dans le département de la Haute-Marne (région Grand Est) et dans celui de la Côte-d'Or (région Bourgogne-Franche-Comté). C'est la commune la plus dans l'ouest du département de la Haute-Saône.
Il se trouve dans la région culturelle et historique de Franche-Comté.
La commune est située dans l'aire d'attraction de Dijon et la zone d'emploi de cette ville, ainsi que dans le bassin de vie d'Is-sur-Tille

### Communes limitrophes
Les communes limitrophes sont  Champlitte, Chaume-et-Courchamp, Cusey, Orain et Saint-Maurice-sur-Vingeanne.

### Géologie et relief
Le village  se trouve sur un plateau légèrement vallonné au sud-est et au nord-est, une plaine au sud.
Alluvions modernes dans le cours de la rivière. Sur la hauteur, au nord-est du village, calcaire et marnes de l'Oxfordien. Dalle nacrée (Bathonien supérieur) sur le reste. Grotte de 400 m de long.

### Hydrographie

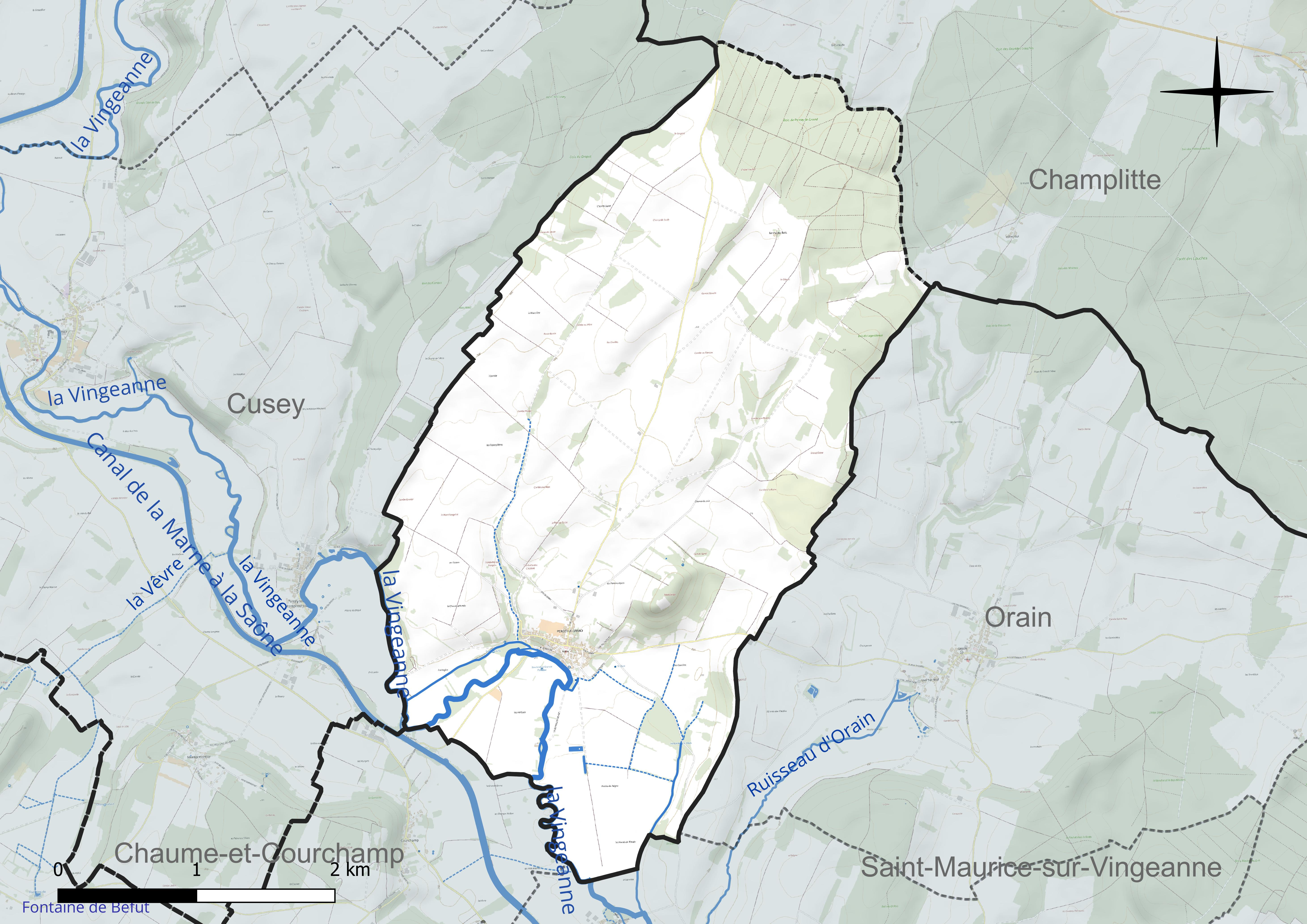
Carte hydrographique de la cokmmune.

La rivière de la Vingeanne, un affluent de la Saône, et le ruisseau d'Orain traversent Percey-le-Grand. Le Canal entre Champagne et Bourgogne passe entre Percey-le-Grand et  Courchamps

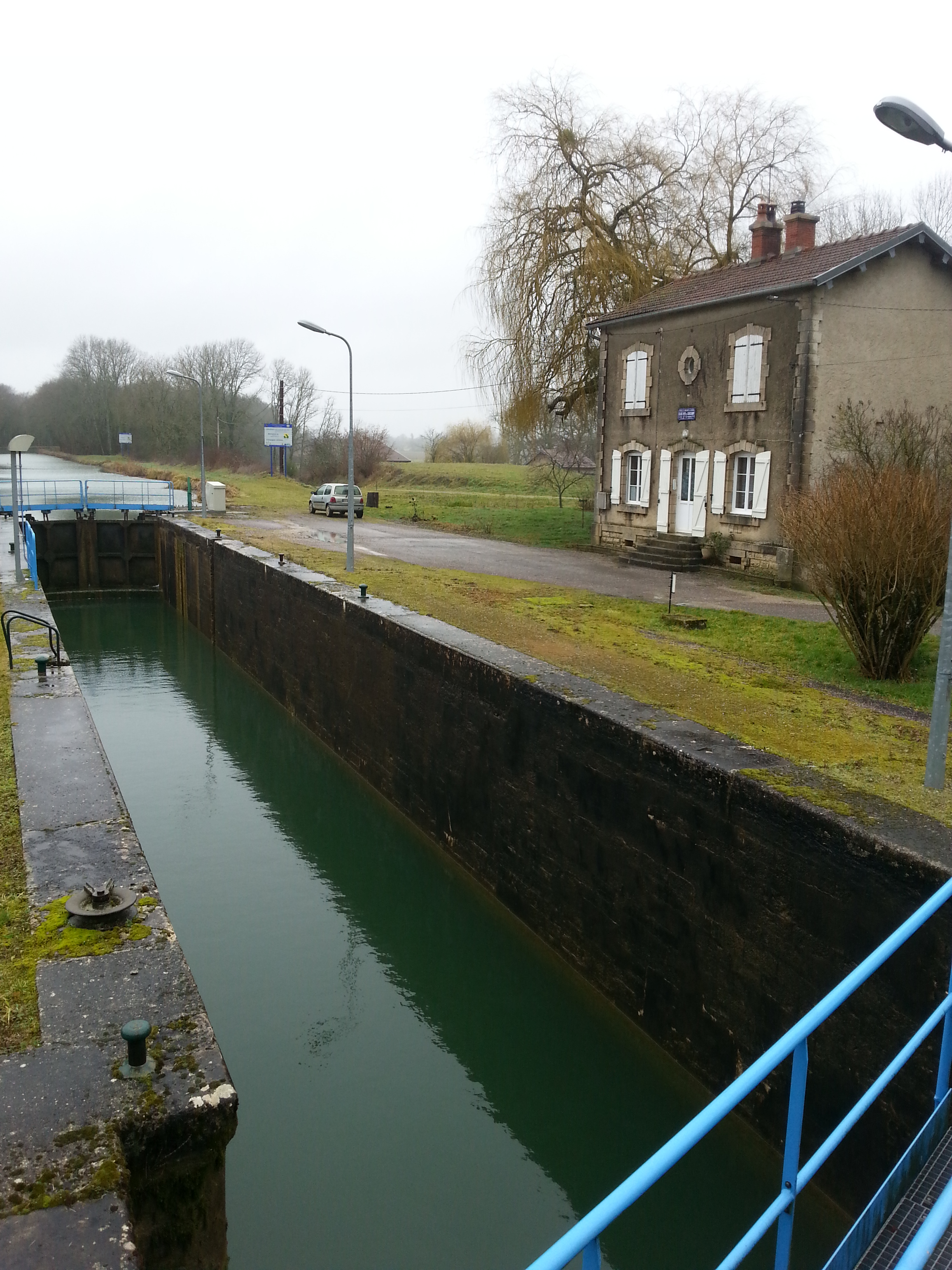
Ecluse de Courchamp
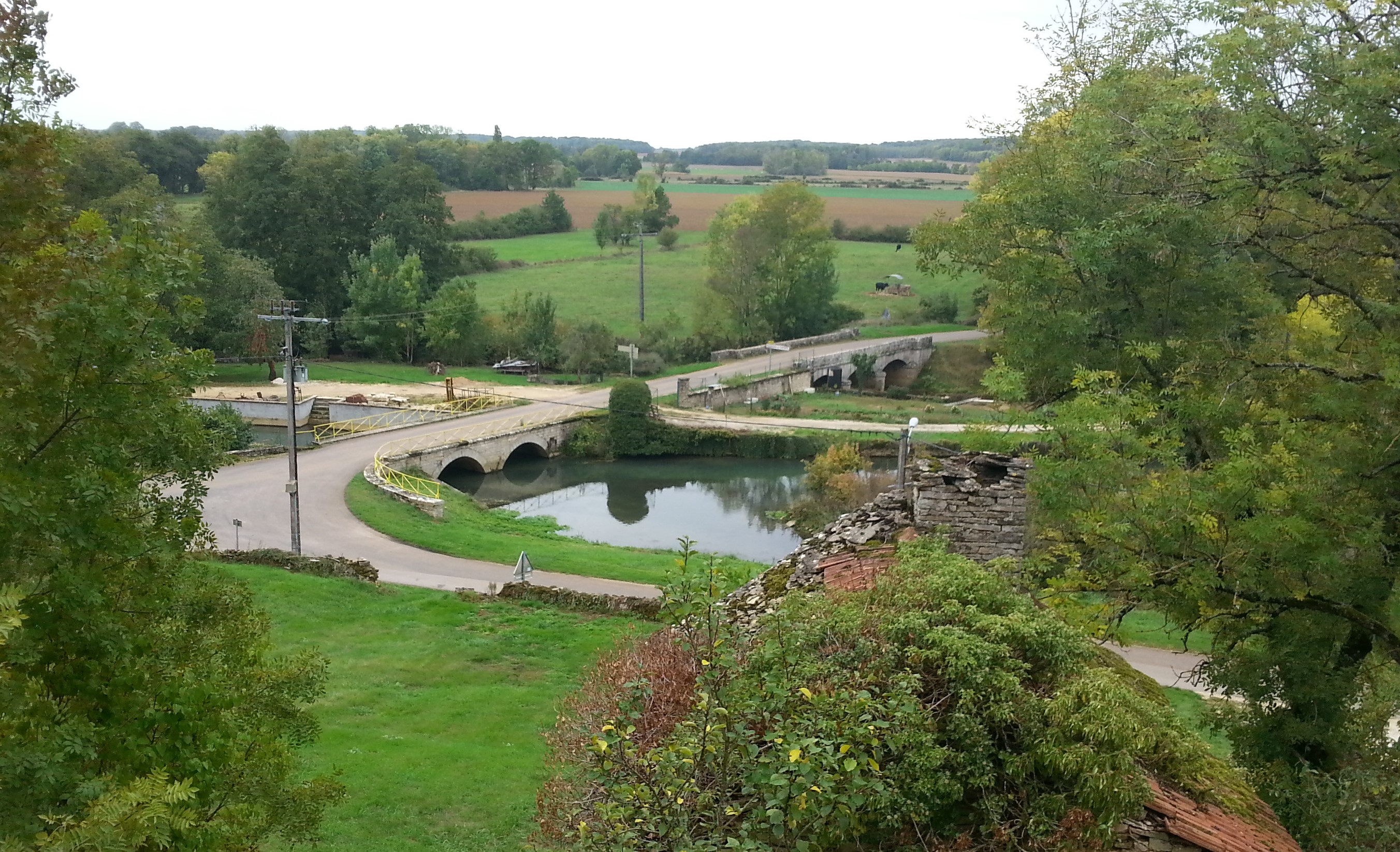
Rivière La Vingeanne à Percey-le-Grand
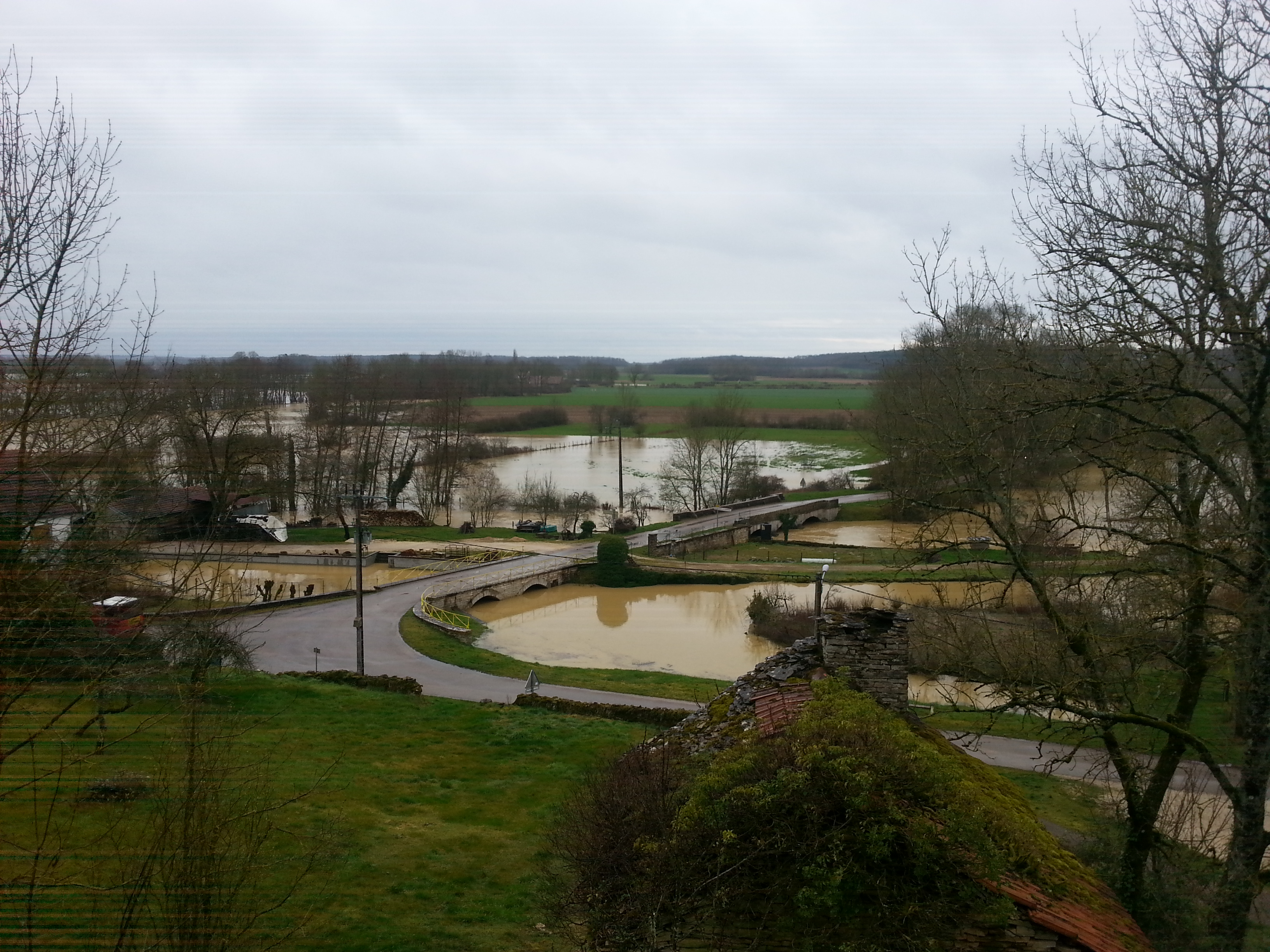
La Vingeanne en crue à Percey le Grand
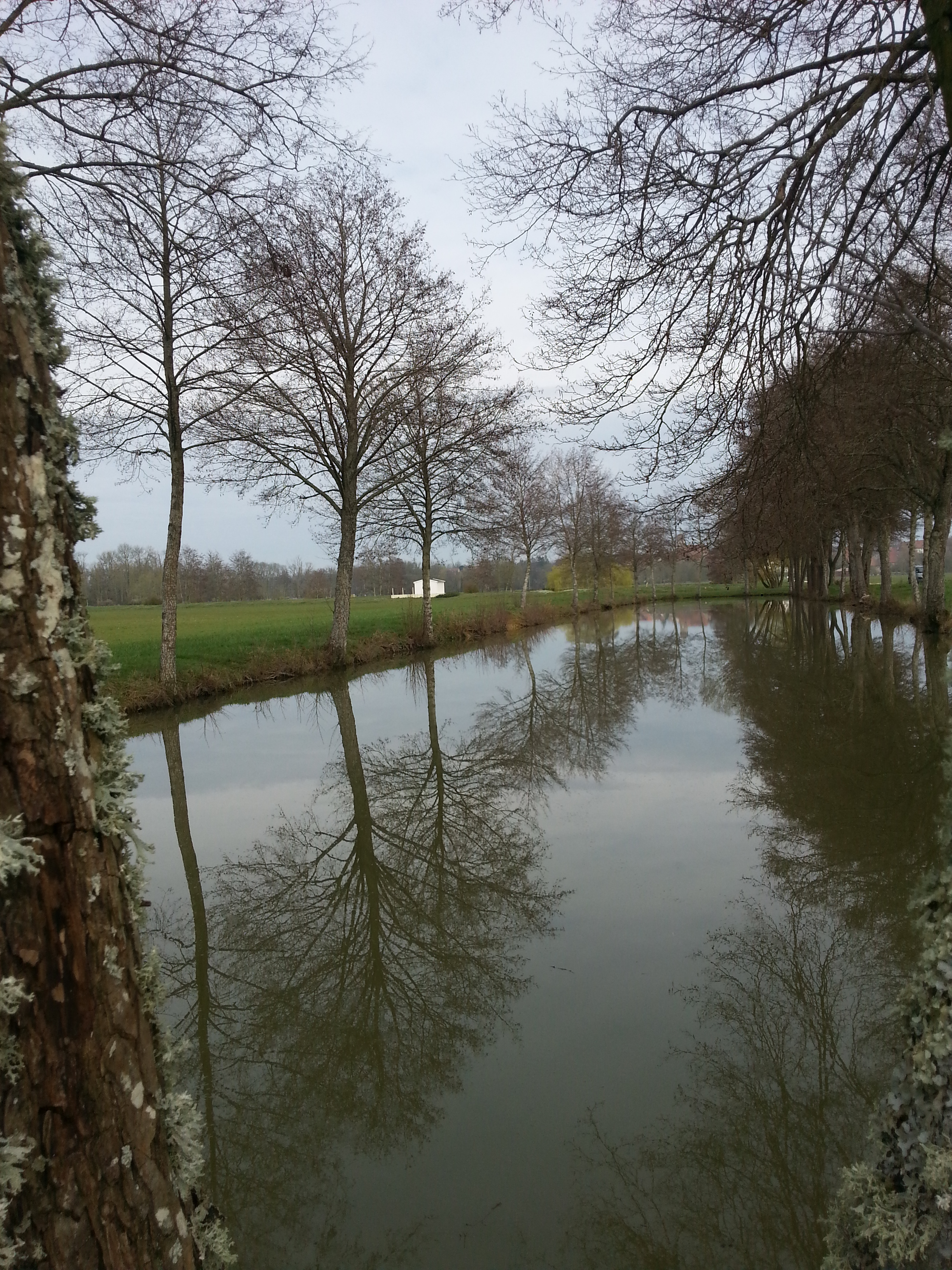
L'étang communal

### Paysages

Paysages de Percey-le-Grand :
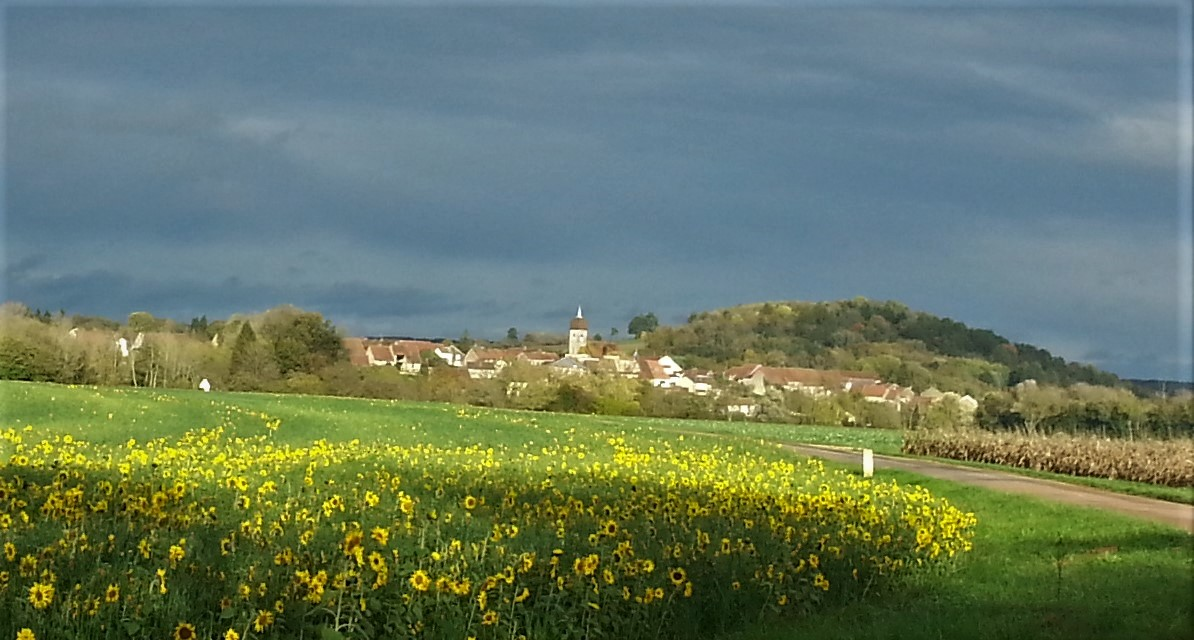
Percey-le-Grand, vue depuis l'écluse n° 24 de Courchamp
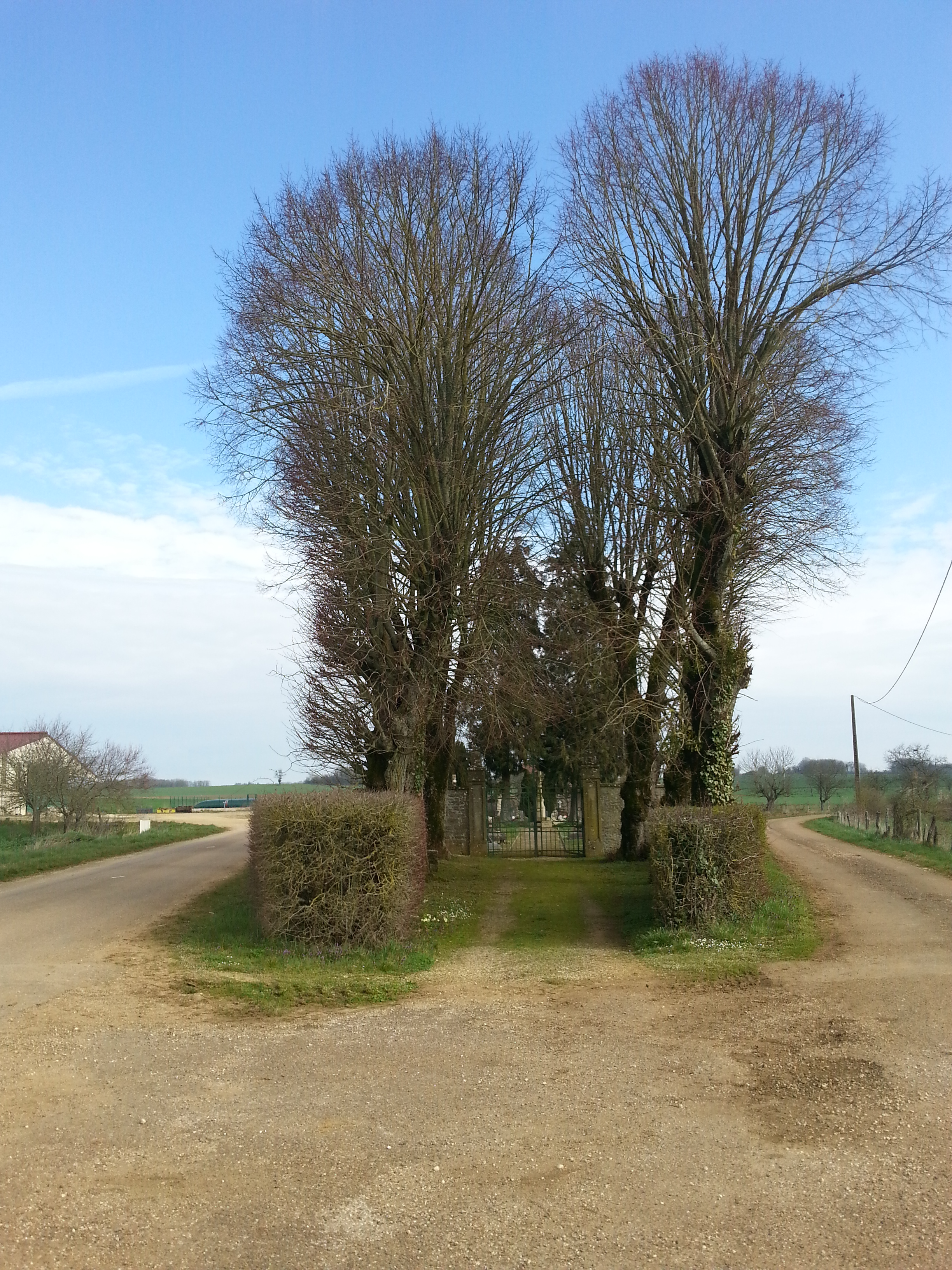
Le cimetière

### Climat
Pour des articles plus généraux, voir Climat de la Bourgogne-Franche-Comté et Climat de la Haute-Saône.
En 2010, le climat de la commune est de type climat des marges montargnardes, selon une étude du Centre national de la recherche scientifique s'appuyant sur une série de données couvrant la période 1971-2000. En 2020, Météo-France publie une typologie des climats de la France métropolitaine dans laquelle la commune est exposée à un climat océanique altéré et est dans la région climatique Lorraine, plateau de Langres, Morvan, caractérisée par un hiver rude (1,5 °C), des vents modérés et des brouillards fréquents en automne et hiver.
Pour la période 1971-2000, la température annuelle moyenne est de 10,4 °C, avec une amplitude thermique annuelle de 17,4 °C. Le cumul annuel moyen de précipitations est de 897 mm, avec 12,3 jours de précipitations en janvier et 8,3 jours en juillet. Pour la période 1991-2020, la température moyenne annuelle observée sur la station météorologique de Météo-France la plus proche, « Chargey-lès-Gray », sur la commune de Chargey-lès-Gray à 19 km à vol d'oiseau, est de 11,5 °C et le cumul annuel moyen de précipitations est de 834,3 mm. 
La température maximale relevée sur cette station est de 39,3 °C, atteinte le 25 juillet 2019 ; la température minimale est de −18,2 °C, atteinte le 20 décembre 2009,,.
Les paramètres climatiques de la commune ont été estimés pour le milieu du siècle (2041-2070) selon différents scénarios d'émission de gaz à effet de serre à partir des nouvelles projections climatiques de référence DRIAS-2020. Ils sont consultables sur un site dédié publié par Météo-France en novembre 2022.

## Urbanisme

### Typologie
Au 1er janvier 2024, Percey-le-Grand est catégorisée commune rurale à habitat dispersé, selon la nouvelle grille communale de densité à sept niveaux définie par l'Insee en 2022.
Elle est située hors unité urbaine. Par ailleurs la commune fait partie de l'aire d'attraction de Dijon, dont elle est une commune de la couronne,. Cette aire, qui regroupe 333 communes, est catégorisée dans les aires de 200 000 à moins de 700 000 habitants,.

### Occupation des sols

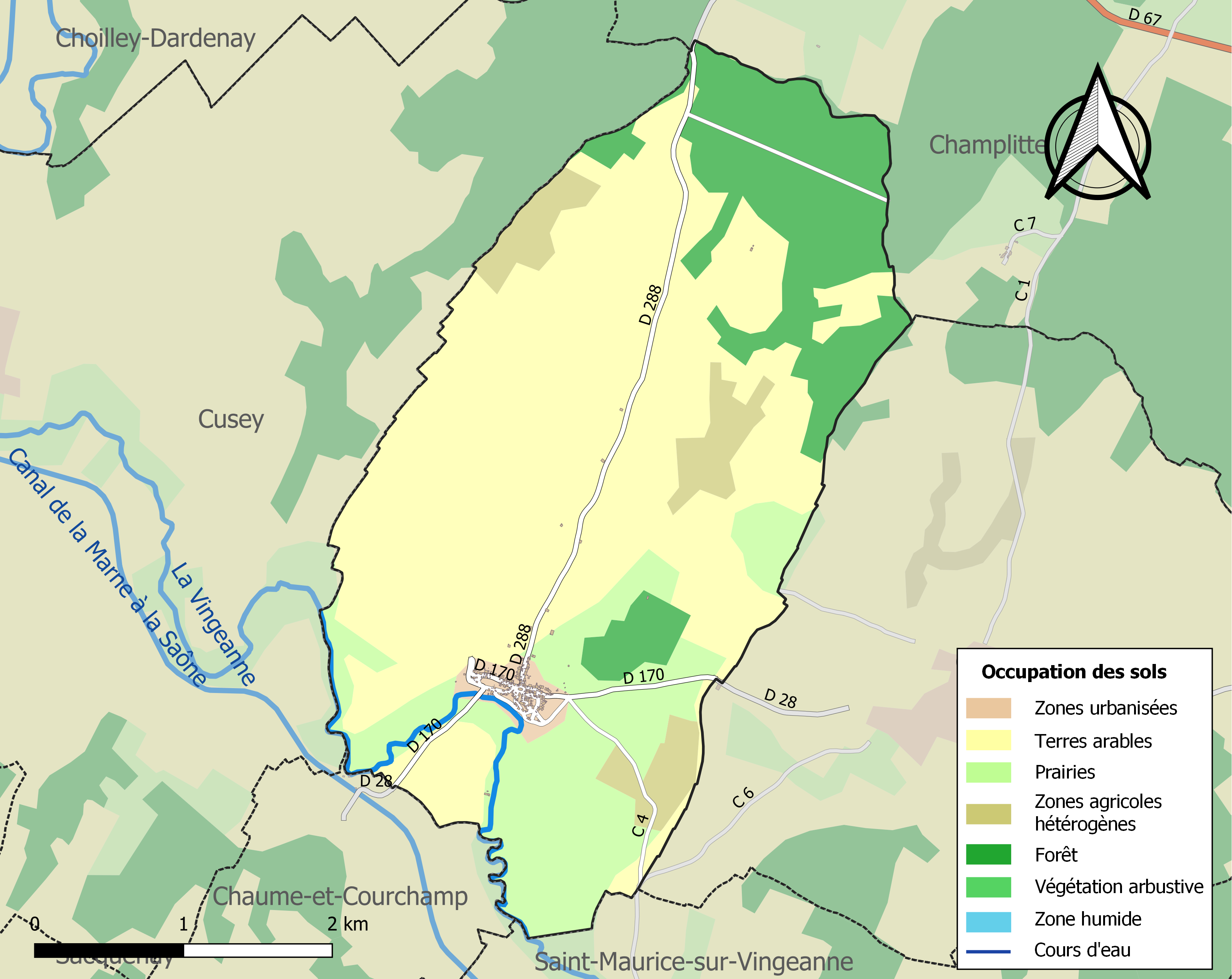
Carte des infrastructures et de l'occupation des sols de la commune en 2018 (CLC).

L'occupation des sols de la commune, telle qu'elle ressort de la base de données européenne d’occupation biophysique des sols Corine Land Cover (CLC), est marquée par l'importance des territoires agricoles (81,2 % en 2018), une proportion identique à celle de 1990 (81,2 %). La répartition détaillée en 2018 est la suivante : 
terres arables (57,3 %), prairies (18,2 %), forêts (16,9 %), zones agricoles hétérogènes (5,8 %), zones urbanisées (1,8 %). L'évolution de l’occupation des sols de la commune et de ses infrastructures peut être observée sur les différentes représentations cartographiques du territoire : la carte de Cassini (XVIIIe siècle), la carte d'état-major (1820-1866) et les cartes ou photos aériennes de l'IGN pour la période actuelle (1950 à aujourd'hui).

### Habitat et logement
En 2020, le nombre total de logements dans la commune était de 86, alors qu'il était de 83 en 2015 et de 92 en 2010.
Parmi ces logements, 47,5 % étaient des résidences principales, 30,3 % des résidences secondaires et 22,1 % des logements vacants. Ces logements étaient  tous des maisons individuelles.
Le tableau ci-dessous présente la typologie des logements à Percey-le-Grand en 2020 en comparaison avec celle de la Haute-Saône et de la France entière. Une caractéristique marquante du parc de logements est ainsi une proportion de résidences secondaires et logements occasionnels (30,3 %) supérieure à celle du département (6,2 %) et à celle de la France entière (9,7 %).
| Typologie                                               | Percey-le-Grand | Haute-Saône | France entière |
| ------------------------------------------------------- | --------------- | ----------- | -------------- |
| Résidences principales (en %)                           | 47,5            | 83          | 82,1           |
| Résidences secondaires et logements occasionnels (en %) | 30,3            | 6,2         | 9,7            |
| Logements vacants (en %)                                | 22,1            | 10,7        | 8,2            |

## Histoire
Ce village, jusqu'à la révolution française est propriété de deux seigneurs : les moines de l'abbaye de Theuley et différents seigneurs laïques, comme en 1550, Gaspard de Saulx ou Anne de Baissey (Bessey), dame de Chamblay (ce nom réapparaîtra plus tard lorsque Claude Henry achetant les terres de Chamblay sera appelé Henry de Chamblay). Au XVIIe siècle, Jacques Faurené né à Saint-Eusèbe en Champsaur (Hautes-Alpes), négociant à Besançon, est seigneur de Percey-le-Grand. Double seigneurie donc double administration, double justice.
- 1154 - L’évêque de Langres, Godefroy, ratifia plusieurs donations qui lui avaient été faites. Depuis 1210, la seigneurie ecclésiastique possédait en toute propriété le moulin de Faz
- 1214 - Antoine de Vergy fit hommage au duc Philippe de tout ce qu'il possédait à Percey. L'abbaye de Theuley y avait la seigneurie ecclésiastique.
- 1234 - Guillaume de Vergy lui donna la moitié du fief que Dame Adelais, veuve d'Eudes Aleman et Girard, son fils, tenaient de lui à Percey, à cause de sa seigneurie de Champlitte
- 1302 - Jean de Vergy, sénéchal de Bourgogne, donna à Theuley 'la justice et seigneurie grand et petite sur tous les habitants' que l'abbé et les religieux avaient à Percey.
- 1329 - Henry de Vergy confessa qu'il tenait la ville de Percey de la reine Jeanne, à cause de son comté de Bourgogne.
- 1405 - En 1246, Jean, Eudes et Henri de Crécy possédaient le fief. En 1405, il revint à Jean de Crécy qui prit alors le nom de Percey, dans la succession de son père Nicolas. Jean de Percey était encore seigneur en 1685. Peu après, ça sera Nicolas de Percey, Claude Bonvalot en 1685, Ferdinand Bonvalot en 1700.
- 1525 - Dans le partage de la succession de Guillaume de Vergy, Claude de Vergy eut dans sa part le droit au rachat de la seigneurie de Percey-le-Grand qui avait été engagée.
- 1713 - Le comte Joachim de Trestondans vend au Présidial de Gray la seigneurie de Percey, relevant du fief de Champlitte de la famille Toulongeon. Madame Françoise de Clermont d'Amboise, comtesse de Champlitte et mère de Monsieur Toulongeon voulut exercer le retrait féodal pour récupérer ce bien vendu et engagea une longue procédure qui durait encore en 1778. Finalement, une sentence du bailliage de Besançon casse la vente.
- 1769 - Le marquis de Toulongeon vendit à Henri de Chamblay, ecuyer, ancien président de l’Élection de Langres, une partie de la terre et de la seigneurie de Percey-le-Grand.
- 1789 - Bailliage de Gray. Diocèse de Langres
- 1790 - Devient le district et canton de Champlitte
- 1831 - Découverte d'un vase contenant près de 4 000 pièces de monnaie des Ier, IIe et IIIe siècles à l'effigie des empereurs Domitien, Gallien, Valérien, Victorien, Tetricus, Aurélien, etc. Ces médailles furent dispersées.

### Château
Un château féodal, construit en 1255, par Henry de Vergy, s'élevait sur la montagne de Montcierge, au nord-est du village. Henry de Vergy obtint la permission de Hugues, comte palatin de Bourgogne et Alix sa femme, comtesse palatine, de construire ce château après avoir promis qu'il ne s'en déferait jamais d'aucune manière, ni vente, ni échange, sans l'assentiment des comtes de Bourgogne et que lui et ses héritiers 'les recepteront Montcierge à lour vie contre tous genz'
En 1445, le village est entièrement ravagé par les Écorcheurs
Ce château, qui était fortifié de tours, avec ponts-levis sur le fossé d'enceinte, fut détruit par le feu. Un titre conservé dans la commune portant la date de 1611, porte vente de l'emplacement du château et il n'en reste que les caves, enfouies sous un sol en culture.

### Moulins

#### Moulin de Fâaz
Le moulin de Faz se situe hors village et est consacré au travail de meunerie.

#### Moulin du Village

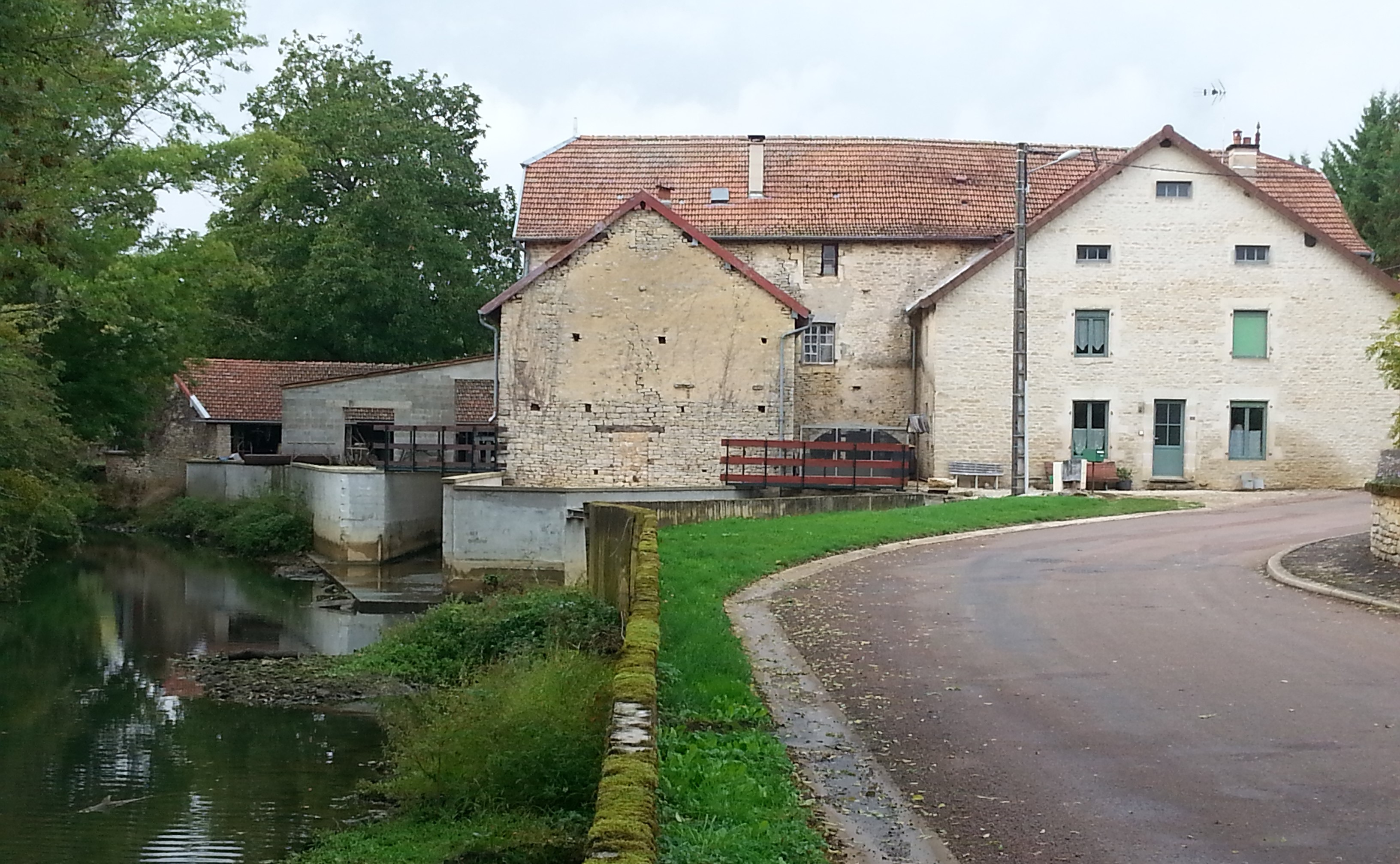
Moulin du village à Percey-le-Grand

En 1818, 11 lavoirs à bras, destinés au lavage du minerai, travaillent au moulin du village. Les mines sont destinées à Robert, maître de forge à Is-sur-Tille et Daguin Bazile, maître de forge à Auberive. Les manœuvriers et cultivateurs cherchent, lavent et transportent le minerai en travail annexe. Ce travail est décrit par Jean Robinet dans son livre Mont-Cierge,
Une tannerie était installée le long de la rivière en aval du moulin.

## Politique et administration

### Rattachements administratifs et électoraux

#### Rattachements administratifs
La commune se trouve depuis 1926 dans l'arrondissement de Vesoul du département de la Haute-Saône
Elle faisait partie depuis 1793 du canton de Champlitte. Dans le cadre du redécoupage cantonal de 2014 en France, cette circonscription administrative territoriale a disparu, et le canton n'est plus qu'une circonscription électorale.

#### Rattachements électoraux
Pour les élections départementales, la commune fait partie depuis 2014 du canton de Dampierre-sur-Salon
Pour l'élection des députés, elle fait partie de la première circonscription de la Haute-Saône.

### Intercommunalité
Percey-le-Grand est membre de la communauté de communes des Quatre Rivières, un établissement public de coopération intercommunale (EPCI) à fiscalité propre créé fin 1996  et auquel la commune a transféré un certain nombre de ses compétences, dans les conditions déterminées par le code général des collectivités territoriales.

### Liste des maires
| Période                                  | Période                        | Identité            | Étiquette | Qualité                               |
| ---------------------------------------- | ------------------------------ | ------------------- | --------- | ------------------------------------- |
| Les données manquantes sont à compléter. |                                |                     |           |                                       |
| mars 2001                                | novembre 2004                  | Philippe Mercuzot   |           |                                       |
| janvier 2005                             | mars 2008                      | Bruno Troncin       |           |                                       |
| mars 2008                                | mai 2020                       | Christian Geoffroy  |           |                                       |
| mai 2020                                 | 2023                           | Michel Avenel       |           | [ 18 ]                                |
| novembre 2023                            | En cours (au 30 novembre 2023) | Jean-Pierre Rebilly |           | Professeur ou profession scientifique |

## Population et société

### Démographie
L'évolution du nombre d'habitants est connue à travers les recensements de la population effectués dans la commune depuis 1793. Pour les communes de moins de 10 000 habitants, une enquête de recensement portant sur toute la population est réalisée tous les cinq ans, les populations de référence des années intermédiaires étant quant à elles estimées par interpolation ou extrapolation. Pour la commune, le premier recensement exhaustif entrant dans le cadre du nouveau dispositif a été réalisé en 2008.

En 2022, la commune comptait 78 habitants, en évolution de −11,36 % par rapport à 2016 (Haute-Saône : −1,4 %, France hors Mayotte : +2,11 %).
| 1793 | 1800 | 1806 | 1821 | 1831 | 1836 | 1841 | 1846 | 1851 |
| ---- | ---- | ---- | ---- | ---- | ---- | ---- | ---- | ---- |
| 610  | 578  | 573  | 543  | 587  | 593  | 544  | 554  | 504  |

| 1856 | 1861 | 1866 | 1872 | 1876 | 1881 | 1886 | 1891 | 1896 |
| ---- | ---- | ---- | ---- | ---- | ---- | ---- | ---- | ---- |
| 473  | 467  | 440  | 416  | 376  | 372  | 378  | 349  | 318  |

| 1901 | 1906 | 1911 | 1921 | 1926 | 1931 | 1936 | 1946 | 1954 |
| ---- | ---- | ---- | ---- | ---- | ---- | ---- | ---- | ---- |
| 307  | 302  | 294  | 259  | 236  | 235  | 222  | 223  | 182  |

| 1962 | 1968 | 1975 | 1982 | 1990 | 1999 | 2006 | 2008 | 2013 |
| ---- | ---- | ---- | ---- | ---- | ---- | ---- | ---- | ---- |
| 161  | 140  | 130  | 117  | 109  | 97   | 94   | 93   | 91   |

| 2018 | 2022 | - | - | - | - | - | - | - |
| ---- | ---- | - | - | - | - | - | - | - |
| 78   | 78   | - | - | - | - | - | - | - |

### Manifestations culturelles et festivités

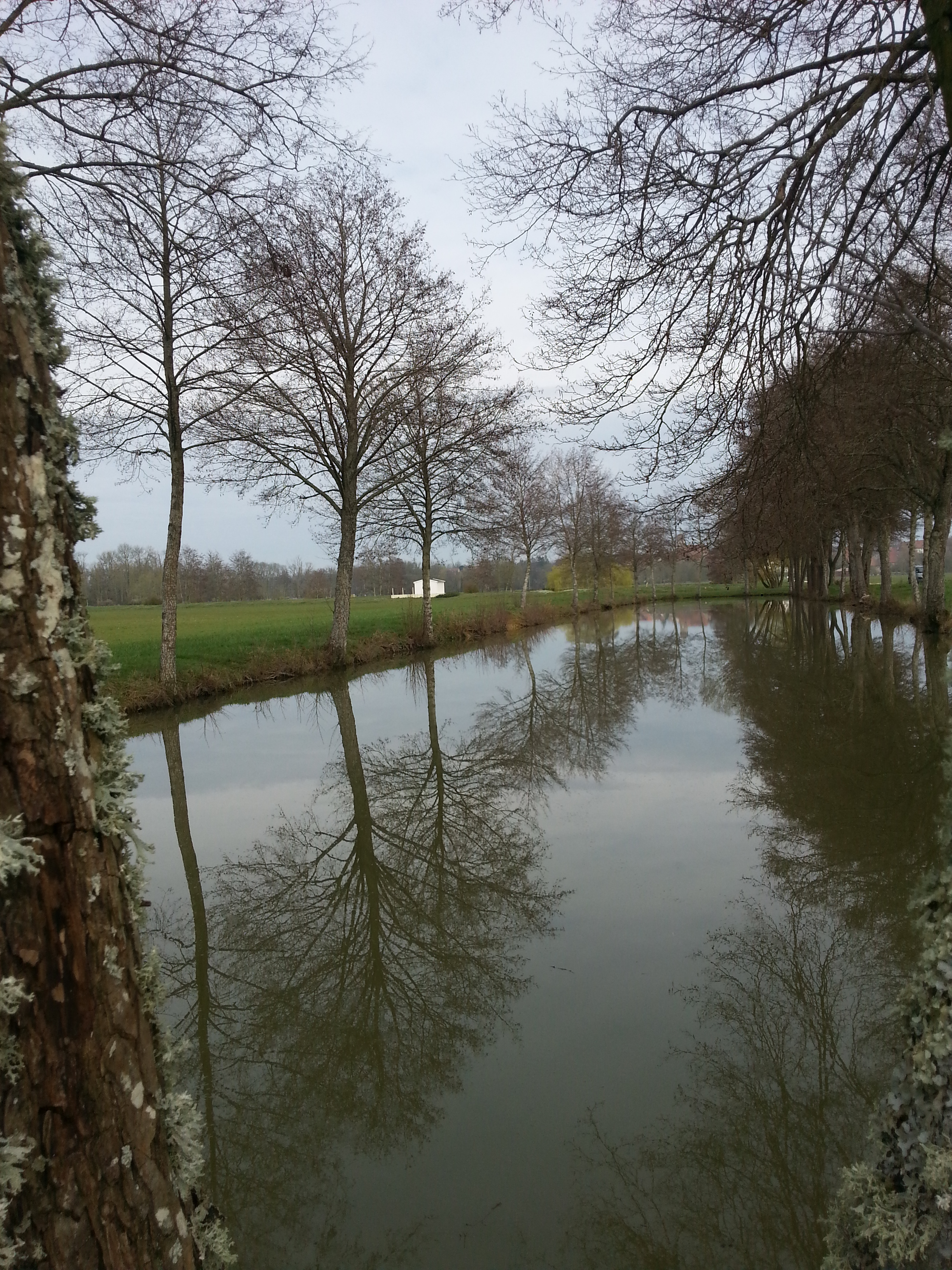
Etang de Percey-le-Grand

- Pêche :

Un étang communal, aménagé en pleine nature, permet de pratiquer la pêche et de participer aux concours de pêche qui y sont organisés.
- Bouilleur de cru
- Saint-Vincent

## Économie
- Polyculture et élevage
- XIXe siècle, exploitation de minerai de fer (minerai oolithique ou minerai de fer en roche) à ciel ouvert. Percey-le-Grand alimentait les hauts fourneaux de Côte d'Or et de Haute-Marne

## Culture locale et patrimoine

### Lieux et monuments
- Le Mont-Cierge, évoqué dans le roman de Jean Robinet intitulé 'Le Mont-Cierge', domine le village et la vallée de la Vingeanne
- Église Saint-Pierre-aux-Liens de Percey-le-Grand

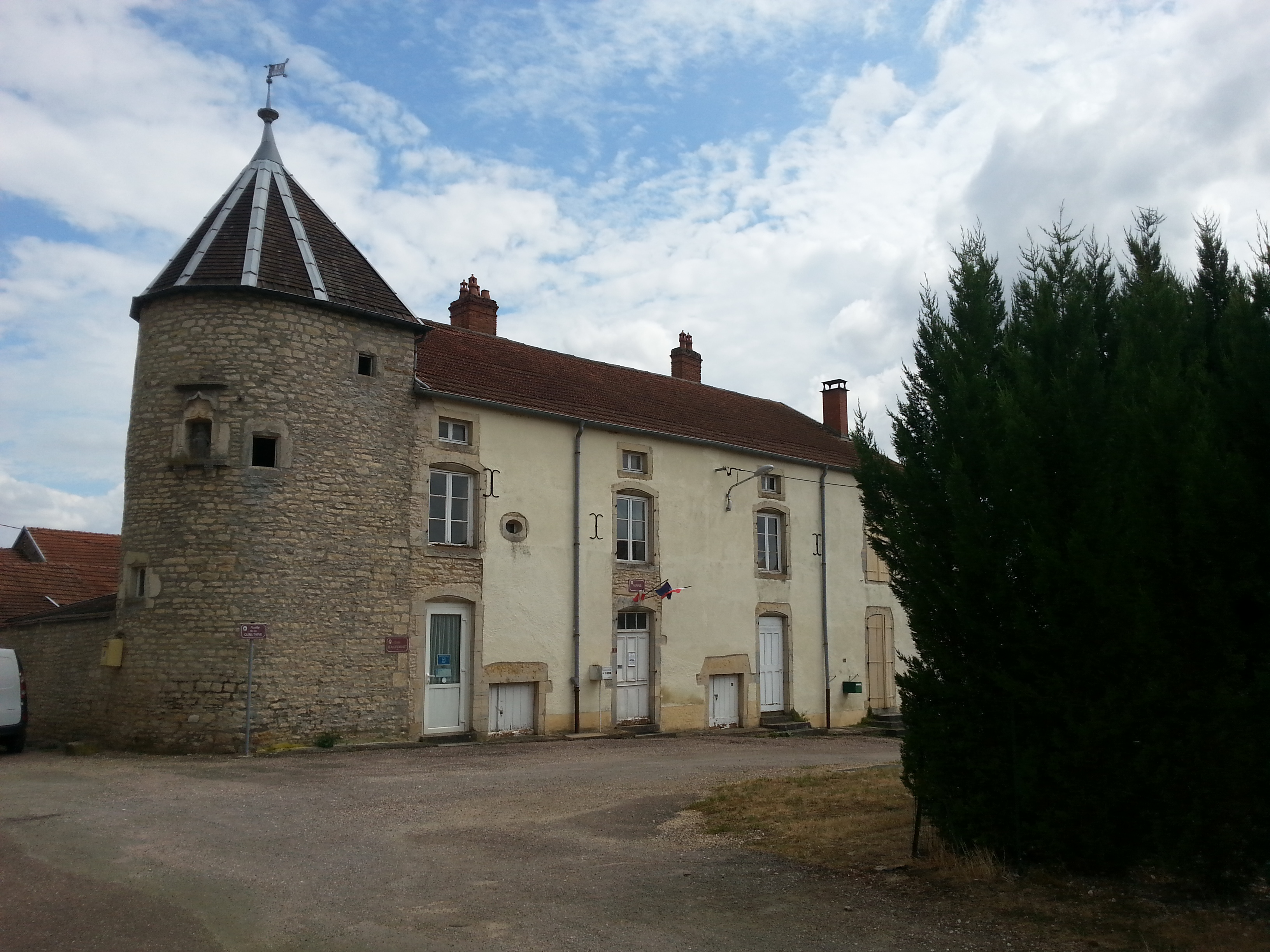
Mairie
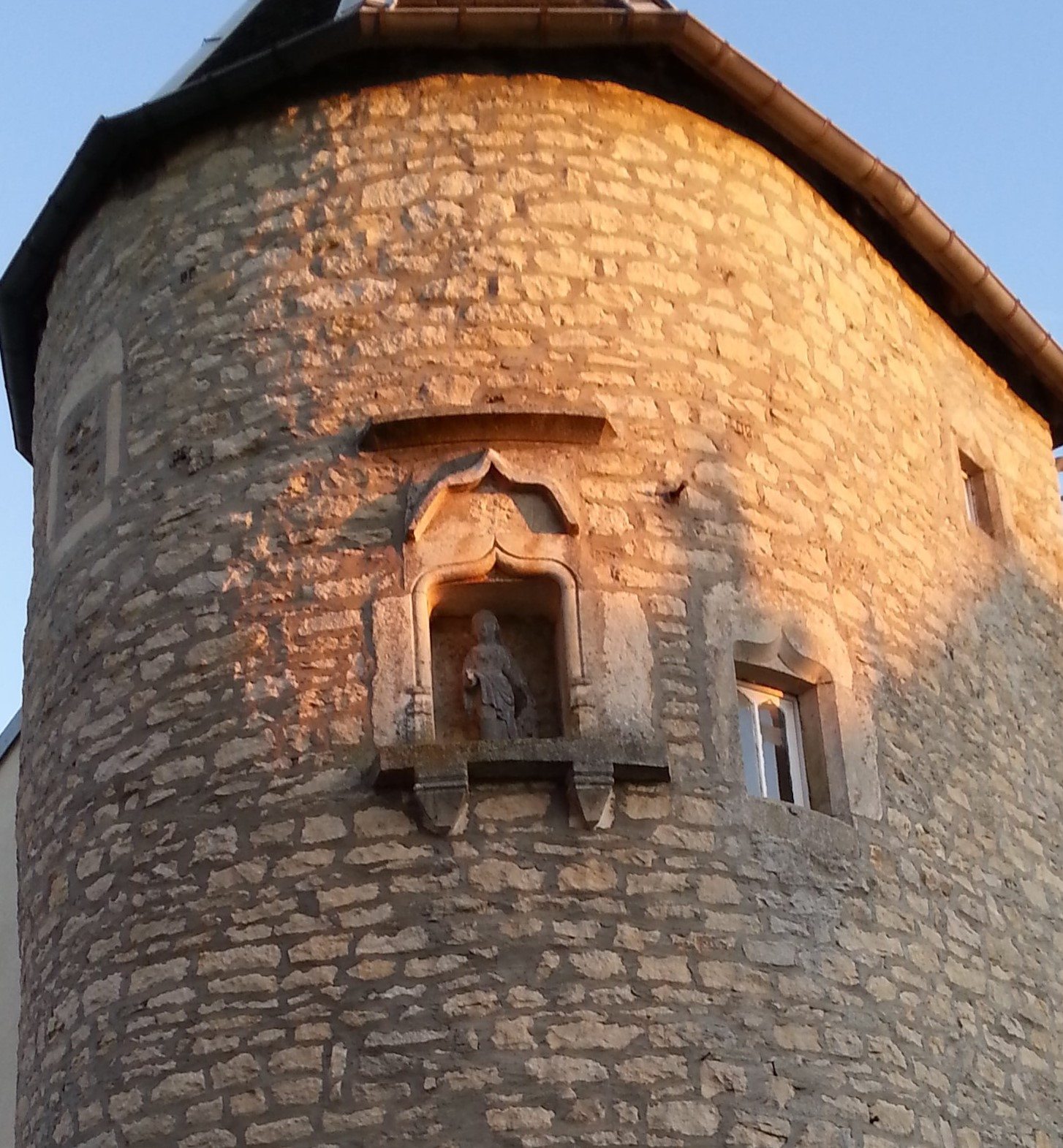
Tour de la mairie
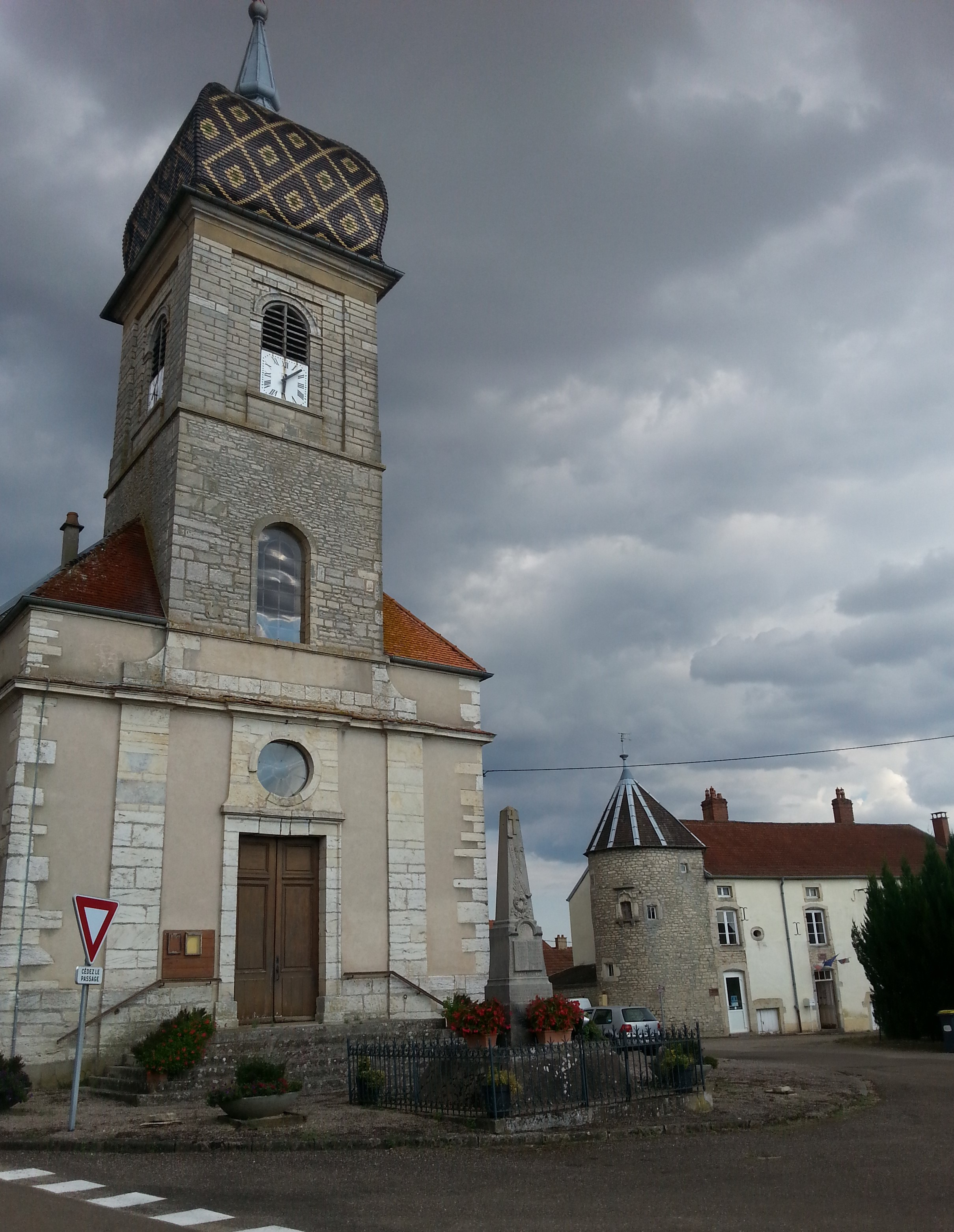
Église Saint-Pierre-aux-Liens
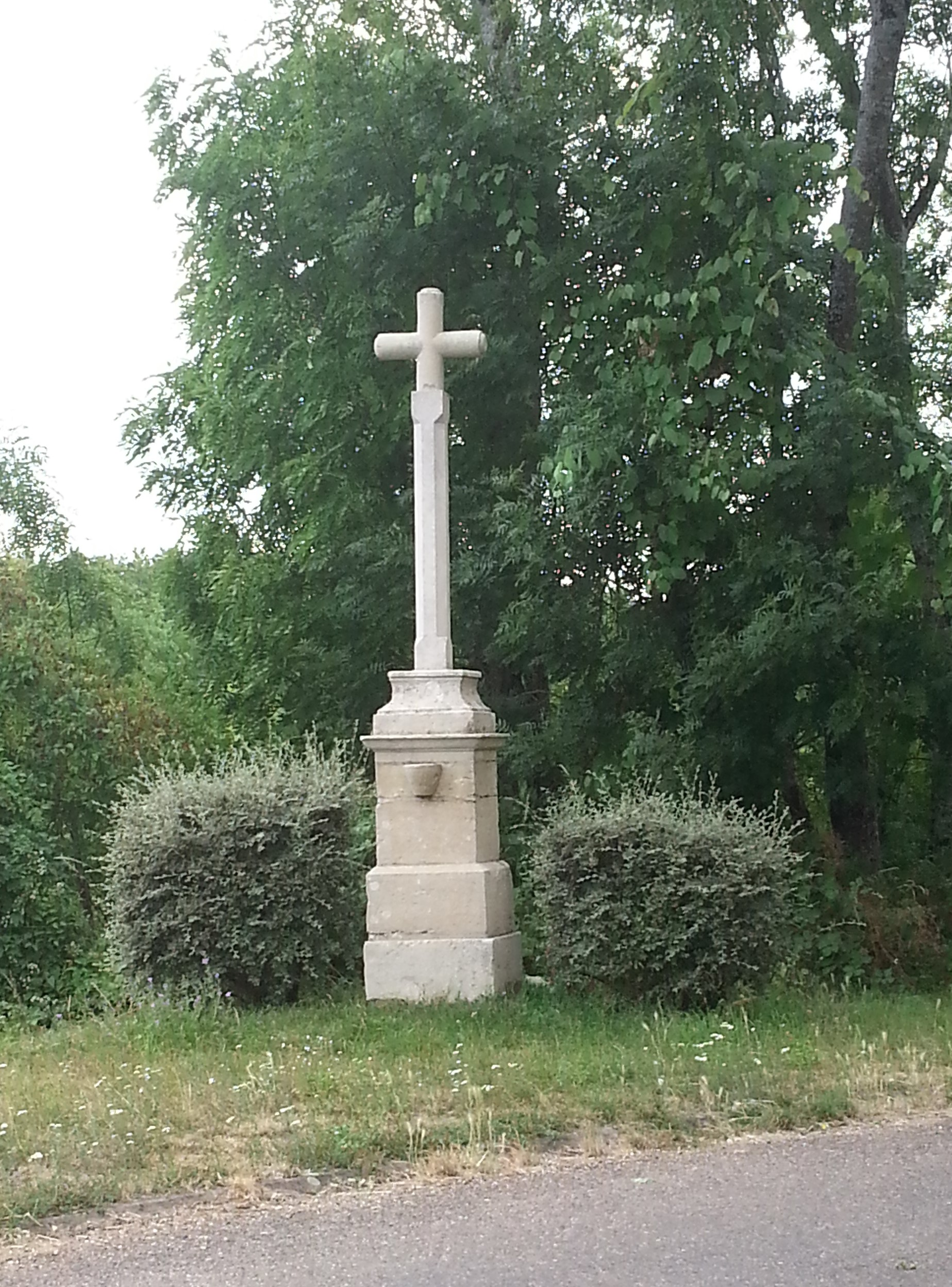
Calvaire
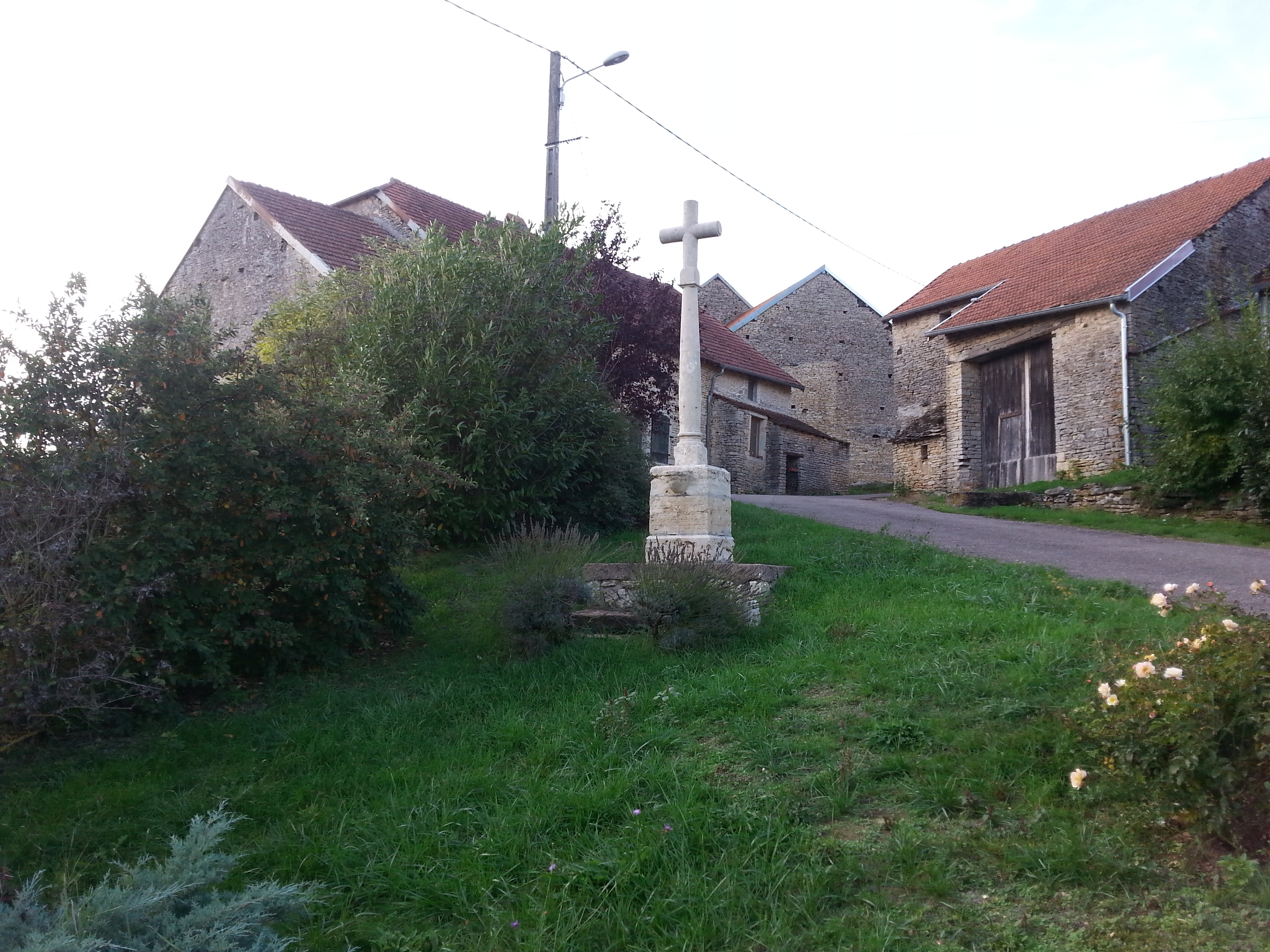
Calvaire
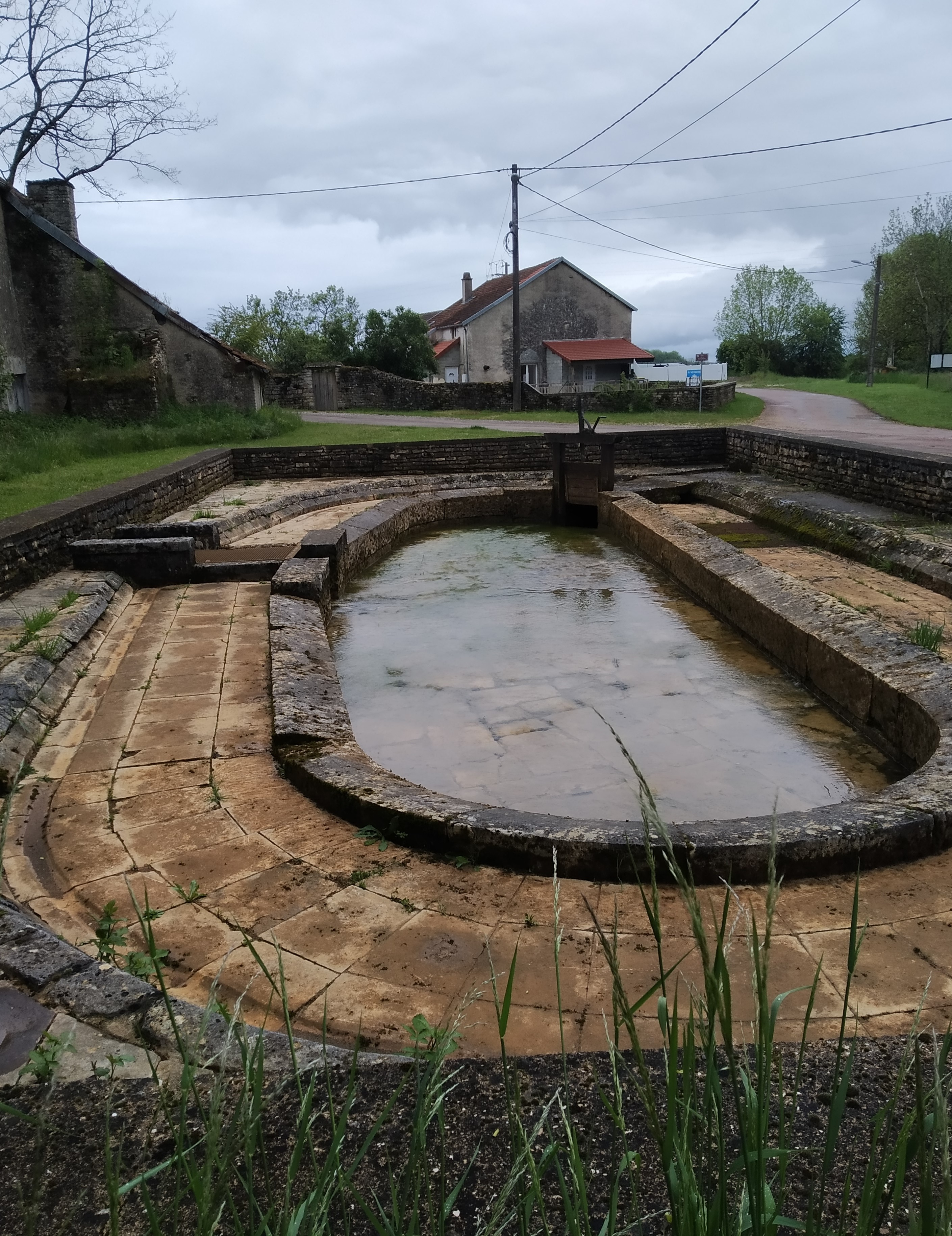
Lavoir
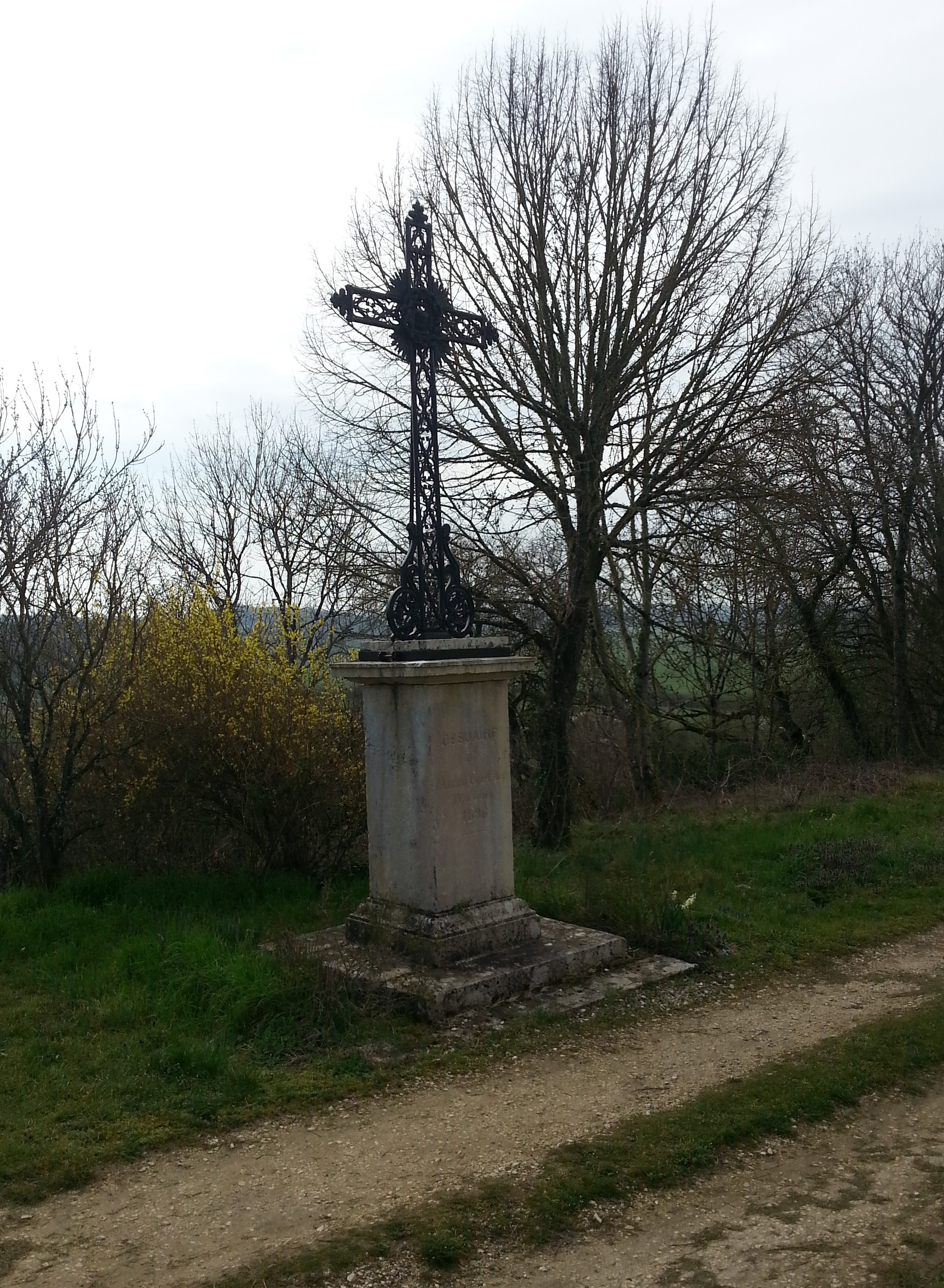
Chemin de Croix vers le Mont-Cierge
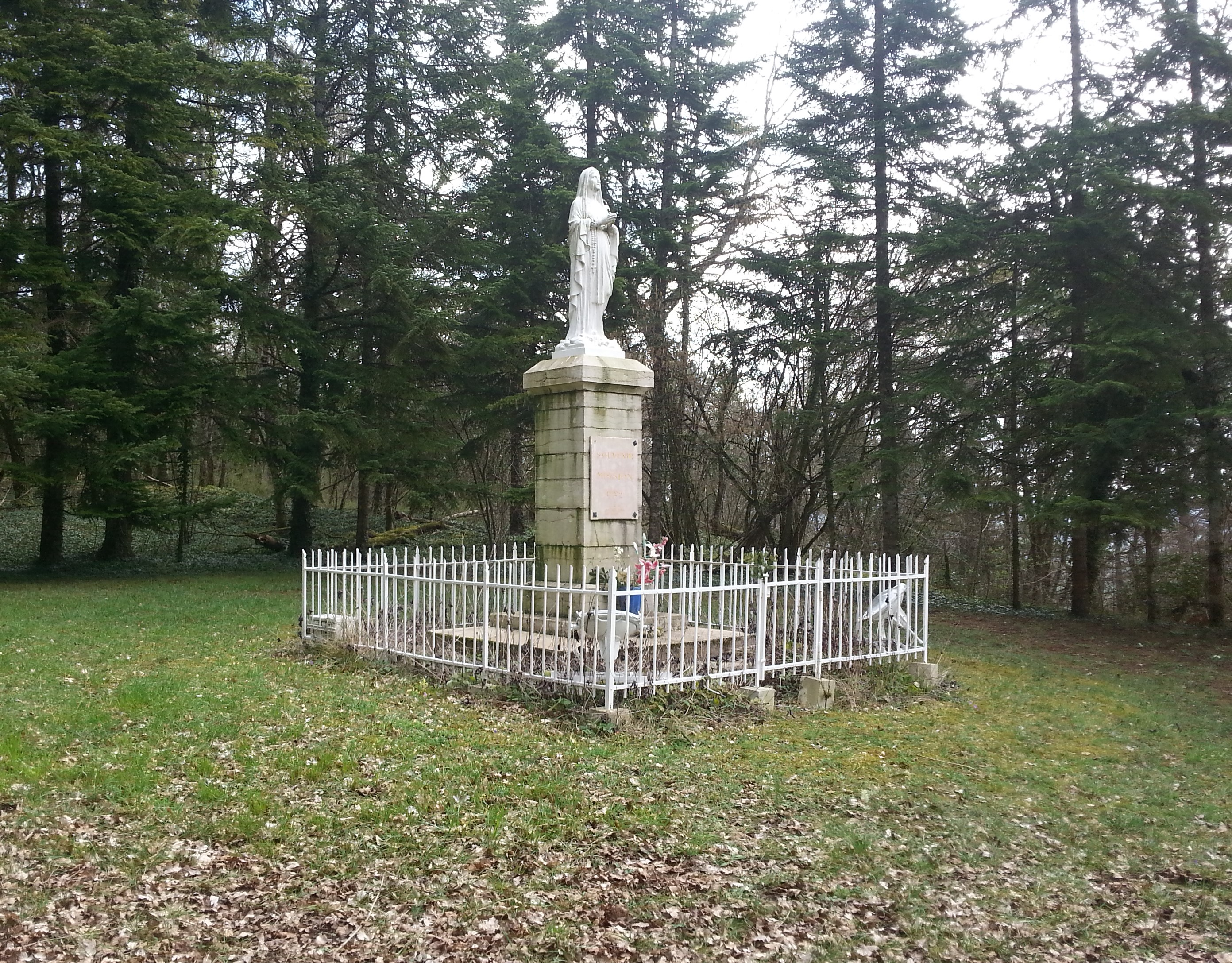
Vierge du Mont-Cierge

### Personnalités liées à la commune
- Claude Vellefaux, architecte du XVIe siècle né à Percey-le-Grand, ayant notamment fait construire en 1611 l'hôpital Saint-Louis à la demande de Henri IV[pourquoi ?].
- Jean Robinet  (1913-2010), écrivain paysan, né à Percey-le-Grand
- Lambert Wilson (1958-), acteur, metteur en scène et chanteur français, restaure à partir de 1985 le Moulin de Fâaz et y a résidé, avant de le revendre.

## Pour approffondir